# Meiberger – Tod am See
Meiberger – Tod am See, in der ARD Der Salzburg-Krimi – Tod am See, ist ein österreich-deutscher Fernsehfilm aus dem Jahr 2025 mit Fritz Karl als Gerichtspsychologe Thomas Meiberger und Lisa Schützenberger als Ermittlerin Anna Grünwald. Regie führte Till Franzen, der gemeinsam mit Friedrich Anton Karl auch das Drehbuch schrieb. Nach drei Staffeln mit 20 Episoden der Krimiserie Meiberger – Im Kopf des Täters (2018–2020) ermittelt Meiberger nach Meiberger – Mörderisches Klassentreffen (2021) zum zweiten Mal in einem Spielfilm.

## Handlung
Am Wolfgangsee wird auf einem Boot die Leiche eines 19-jährigen Mannes gefunden, der kopfüber an ein Kreuz gefesselt wurde. Hauptkommissarin Anna Grünwald und ihr Kollege Kevin Ganslinger nehmen die Ermittlungen auf. Das Opfer wurde mit Insulin vergiftet, war Medizinstudent und der Sohn des Landtagsabgeordneten Peter Aidbichler.
Auf dem Jagdschloss der Aidbichlers trifft Grünwald auf den Kriminalpsychologen Meiberger, einen Vertrauten der Familie Aidbichler. Meiberger soll auf Wunsch von Peter Aidbichler die Ermittlungen begleiten, um einen Skandal zu vermeiden.
Unter Verdacht geraten Kommilitonen des Opfers sowie ein Universitätsprofessor. Als ein weiteres Opfer gekreuzigt bei einem Bahnübergang gefunden wird, befürchtet Meiberger einen Serientäter.

## Produktion und Hintergrund
Die Dreharbeiten fanden vom 15. Oktober bis zum 20. November 2024 im Land Salzburg statt. Produziert wurde der Film von der österreichischen Mona Film und der deutschen Tivoli Film der Produzenten Thomas Hroch und Gerald Podgornig in Zusammenarbeit mit ServusTV und ARD Degeto für die ARD, unterstützt wurde die Produktion von FISA+, dem Fernsehfonds Austria und dem Land Salzburg.
Die Kamera führte Matthias Pötsch, die Montage verantwortete Robert Kummer. Für das Kostümbild zeichnete Veronika Harb verantwortlich und für die Maske Kirsten Rottner.
Die Premiere ist für den 22. August 2025 im Rahmen von Kino am Berg des Sommerprogrammes des Filmfestivals Kitzbühel vorgesehen. Die Erstausstrahlung auf ServusTV ist für November 2025 geplant.